# フランソワーズ・ド・フォワ
フランソワーズ・ド・フォワ（Françoise de Foix, 1495年 - 1537年10月16日）は、フランス王フランソワ1世の愛妾。シャトーブリアン伯爵夫人（Comtesse de Châteaubriant）として知られる。

## 生涯
ロートレック子爵ジャン・ド・フォワと妻ジャンヌ・デディーの娘として生まれた。祖父ピエール・ド・フォワの兄はフォワ伯ガストン4世（ナバラ女王レオノールの夫）である。フランソワーズはシャルル8世及びルイ12世の王妃アンヌ・ド・ブルターニュ（ガストン4世とレオノール女王の娘マルグリットを母とする）の又従妹に当たり、アンヌの宮廷で育てられた。1505年にシャトーブリアン伯ジャン・ド・ラヴァルと婚約し、1509年に結婚した。長身で黒髪の美女で、ラテン語とイタリア語を話し、詩を書く才女であったという。
1518年頃、夫が軍の指揮官として不在の間にフランソワ1世の愛妾となった。それをきっかけに、夫と暮らした家から宮廷に住まいを移した。王の寵愛ぶりは、フランソワーズの兄弟縁者を昇進させるだけでなく、王太子フランソワの洗礼式にはシャトーブリアン伯夫妻を王家の姫たちの次の高位に列したほどであった。彼女は政治的な場にほとんど姿を現さなかったが、公妾として地位を高めるフランソワーズの厚遇ぶりが、フォワ家を嫌う王母ルイーズを非常に失望させた。フランソワーズは、王妃クロード（ルイ12世と王妃アンヌの娘）の女官となった。
10年近く王の愛妾であったフランソワーズの絶頂期は、1525年にフランソワ1世がパヴィアの戦いで敗北し囚われの身となり、スペインのマドリードに送致・拘束されたことで終わる。その後フランスへ帰国した王は、若くブロンドの髪をしたアンヌ・ド・ピスルー・デイリーに夢中になった。2人の愛妾は王をめぐって2年もの間寵愛を争ったが、劣勢を悟ったフランソワーズは1528年に身を引いてシャトーブリアンへ戻った。
シャトーブリアンへ戻ったフランソワーズは、ブルターニュ知事である夫ジャンと暮らした。彼女は王と手紙のやりとりを続け、王が夫妻の元を訪ねたことが何度もあった。最後に王が夫妻を訪問したのは1532年で、同年5月にジャンが建てた新しい城に宿泊したという。
フランソワーズは、1537年10月に死んだ。夫ジャンに殺されたという噂があったが、死因は病死だった。ジャンは1543年2月に死んだが、後任の知事はジャン4世・ド・ブロス（アンヌ・ド・ピスルー・デイリーの夫）だった。